# Kościół Wniebowzięcia Najświętszej Maryi Panny w Qrendi
Kościół Wniebowzięcia Najświętszej Maryi Panny (malt. Knisja tal-Assunta lub Knisja ta' Santa Marija, ang. Church of the Assumption) – rzymskokatolicki kościół parafialny w Qrendi na Malcie.

## Historia
W czasach, kiedy Qrendi było częścią parafii Żurrieq, w roku 1575 główny kościół wioski był pod wezwaniem Narodzenia Matki Bożej. Jakiś czas później, w roku 1594, został on przebudowany przez mieszkańców wioski, wtedy też zmieniono jego wezwanie na Wniebowzięcie Matki Bożej. Podczas drugiej wizyty duszpasterskiej we wsi, biskup Baldassare Cagliares ogłosił Qrendi osobną parafią, włączając do niej dwa małe przysiółki Ħal Lew oraz Ħal Manin. Miało to miejsce 15 lutego 1618 roku, za aprobatą ks. Nicoli Bonniciego, ówczesnego proboszcza Żurrieq.
Jak wiele razy się zdarzało, kilka lat po erygowaniu parafii, kościół, który miał służyć jako parafialny, stał się niewystarczający dla codziennych potrzeb religijnych parafian, ponieważ ich liczba zaczęła wzrastać. Stworzyło to potrzebę modyfikacji lub powiększenia pierwotnego kościoła. Wielebny GioMaria Camilleri zaczął myśleć o budowie nowego kościoła. Wybranym miejscem była ziemia, na której stały obok siebie dwa małe kościoły, jeden poświęcony Wniebowzięciu Matki Bożej, a drugi św. Antoniemu.
Prace nad nowym kościołem parafialnym rozpoczęto w roku 1620, i przy udziale społeczności wioski budowę zakończono trzydzieści pięć lat później, w roku 1655. W roku 1668 rozpoczęto budowę dzwonnicy, którą ukończono w roku 1679.
W roku 1677 nowym proboszczem został Domenico Formosa, który zdecydował zburzyć stosunkowo niedawno ukończony kościół, i na jego miejscu zbudować większy. Prace rozpoczęły się w roku 1685. Don Domenico wydawał się być inspiracją dla swoich parafian, być może także dlatego, że widzieli w nim rodowitego mieszkańca wioski i jednego z ich społeczności. Jego gorliwość skłoniła mieszkańców wsi do wniesienia swojego wkładu w budowę kościoła. Prace trwały do roku 1691, zatrzymując się na kilka lat, a następnie wznowione zostały w roku 1695. Ofiary składane przez parafian Qrendi na budowę kościoła były bez porównania w historii Kościoła maltańskiego. Przykładem wyjątkowej ofiary był sam proboszcz. W dniu 17 stycznia 1699 r. Don Domenico, który chciał zachęcić swoich parafian, aby zrobili więcej w kierunku budowy kościoła, pomyślał o osobistym udzieleniu pomocy, dającym przykład. Złapał kamień, położył go na ramieniu i tak obciążony wspiął się po długiej drabinie. Gdy dotarł na szczyt, wchodząc na deskę rusztowania, potknął się i spadł na ziemię, ginąc na miejscu. Był ofiarą swojej niezwykłej gorliwości. Prace kontynuowano, a budowę ukończono w 1712 roku.
Kościół został konsekrowany przez biskupa Vincenzo Labiniego 13 października 1782 roku, kiedy proboszczem był ks. Antonio Mizzi.

## Architektura kościoła
Plan nowego kościoła był dziełem bardzo doświadczonego i zdolnego architekta Lorenzo Gafà.
Budynek kościoła jest w kształcie krzyża łacińskiego, podobnie, jak większość kościołów na Malcie. Jego długość wynosi 34,4 m; nawa ma 7 m szerokości, a rozpiętość transeptów to 23,1 m. Charakteryzuje się kopułą i bliźniaczymi wieżami (dzwonnicami) po jej obu stronach. Transepty i dwie boczne zakrystie, z prezbiterium i ołtarzem głównym pośrodku, tworzą ramiona krzyża. Pierwsze dwa dzwony zainstalowane zostały w roku 1712, na zakończenie budowy kościoła, pozostałe dwa, ufundowane przez ówczesnego proboszcza ks. Antonio Mizziego, w latach 1788 oraz 1798.

## Wnętrze kościoła
W kościele znajduje się dziesięć ołtarzy. Od czasu ukończenia budowy, wybitni miejscowi artyści i znani rzemieślnicy przyczyniali się do upiększania kościoła. W retabulum każdego z nich znajdują się obrazy o dużej wartości artystycznej:
- ołtarz główny - obraz Wniebowzięcie Matki Bożej, olbrzymie (378 x 196 cm) dzieło znanego maltańskiego artysty Giuseppe Calì, wykonany w roku 1919. Zastąpił on obraz innego maltańskiego artysty, Rokku Buhagiara, namalowany dla pierwszego kościoła, a znajdujący się teraz w prawej zakrystii.
- lewy transept - ołtarz poświęcony Matce Bożej Różańcowej, zawiera obraz namalowany przez XVIII-wiecznego artystę Giannikola Buhagiara.
- lewy transept - ołtarz poświęcony Matce Bożej z Góry Karmel, zawiera obraz nieznanego artysty. Piękna rama obrazowa z płaskorzeźbami aniołów otacza malowidło.
- prawy transept - ołtarz poświęcony Męce Pańskiej, zawiera obraz nieznanego artysty, na którym znajduje się duży krzyż z figurą Chrystusa. Ołtarz ten jest również poświęcony Matce Bożej z Lourdes, której mniejszy obraz znajduje się nad ołtarzem.
- prawy transept - ołtarz poświęcony Zesłaniu Ducha Świętego. Nad ołtarzem znajduje się obraz przedstawiający tę scenę, dzieło nieznanego artysty. Jest otoczony piękną ramą w barokowym stylu, z XVIII wieku.
- nawa główna, lewa strona - ołtarz poświęcony Matce Bożej Pocieszenia. Obraz tytularny jest dziełem Ramiro Calì, syna Giuseppe Calì.
- nawa główna, lewa strona - ołtarz św. Stefana. Tytularny obraz przedstawia archaniołów Michała i Gabriela ze św. Stefanem, św. Anną i św. Różę z Limy. Obraz jest dziełem Stefano Erardiego z roku 1677, jako podziękowanie za wygaśnięcie epidemii z lat 1675/76, która zabrała wielu mieszkańców wioski.
- nawa główna, lewa strona - ołtarz Niepokalanego Poczęcia Matki Bożej, z tytularnym obrazem autorstwa Stefano Erardiego, przedstawiającym Matkę Bożą adorowaną przez św. Rocha i św. Rozalię. Domniemywa się, że obraz również był darem wotywnym za wygaśnięcie zarazy.
- nawa główna, prawa strona - ołtarz św. Pawła. Autorem obrazu jest Francesco Zahra; przedstawiony jest na nim św. Jan Chrzciciel, św. Jan Ewangelista, św. Paweł, św. Katarzyna Aleksandryjska, św. Łucja oraz św. Mikołaj[3][6].

Na głównym filarze przed ołtarzem znajduje się jedyna w tym kościele praca Giuseppe Calleji. Przedstawia ona Wiarę, znana jest jako „Fides ex Auditu”.
Sufit nad prezbiterium kościoła ozdobiony był obrazem przedstawiającym króla Dawida grającego na harfie. Niestety, w roku 1973 malowidło to zostało zastąpione przez inne, namalowane przez artystę z Gozo, Paula Camilleri Cauchiego, przedstawiające Wniebowzięcie Matki Bożej.

Ten sam malarz ozdobił cztery kolumny podtrzymujące kopułę kościoła, malując na nich cztery kobiece postacie ze Starego Testamentu: Rut, Rachelę, Abigail i Seforę, a także w roku 1971 samą kopułę, umieszczając wewnątrz niej osiem obrazów przedstawiających epizody z życia Matki Bożej.
Paul Camilleri Cauchi namalował nad głównymi drzwiami kościoła bardzo niedawny fragment historii Malty - konwój Santa Maria. Obraz ten przedstawia przybycie uszkodzonego tankowca SS „Ohio” do Grand Harbour. Był to jedyny statek, który przetrwał ataki wroga z floty wysłanej z pomocą na Maltę. Ohio przybył na Maltę 15 sierpnia 1942 roku.
Wspaniale rzeźbione ramy 14 stacji Drogi Krzyżowej oraz pulpit do czytań mszalnych przypisywane są maltańskiemu rzemieślnikowi Emmanuelowi Buhagiarowi.
W kościele znajdują się również figury procesyjne:
- Wniebowzięcie Matki Bożej, znana jako „Santa Marija” - statua wykonana w drewnie przez maltańskiego rzeźbiarza Antonio Chircopa w roku 1840. Do tego czasu podczas procesji w dniu 15 sierpnia używana była XVI-wieczna statua Matki Bożej[1], przywieziona z Cospicui przez ówczesnego proboszcza ks. Antonio Mizziego[3].
- Matka Boża z Lourdes - figura wykonana przez maltańskiego rzeźbiarza Karlo Darmanina w roku 1878. Święto Matki Bożej z Lourdes, obchodzone w ostatnią niedzielę czerwca, zostało wprowadzone w parafii w tym samym roku przez proboszcza ks. Pietro Paula Xuereba[3].
- Pietà
- Madonna of the Girdle[4]

XVIII-wieczne neapolitańskie organy piszczałkowe zostały zbudowane w roku 1778 w stylu „Positivo”. W roku 1998 zdecydowano o wykonaniu prac konserwatorskich. Prace restauracyjne zostały wykonane przez zespół fachowców: Silvio Pace (ozdoby), Tony Bartolo (stolarka) i Robert Buhagiar (piszczałki i układ elektryczny silnika, a także ręczny system tłoczenia powietrza). Nowe organy zostały zainaugurowane 22 listopada 2001 roku koncertem pod patronatem Prezydenta Republiki Malty, prof. Guido Demarco.
Aż do początku lat 50. XX wieku podłoga kościoła była pokryta kamiennymi płytami, które przykrywały grobowce mieszkańców wioski. Jednak po ukończeniu cmentarza płyty te zostały usunięte, a podłoga pokryta została marmurami sprowadzonymi z Włoch. Prace te wykonane zostały pod nadzorem włoskiego rzemieślnika Edoardo Lombardiego, nowa podłoga została zainaugurowana w święto Corpus Christi w 1955 roku. Projekt podłogi był dziełem maltańskiego rzemieślnika Emanuela Buhagiara.
Kościół umieszczony jest na liście National Inventory of the Cultural Property of the Maltese Islands.